# Окружное бюро Советов Восточной Сибири
Окружное бюро Советов рабочих, солдатских и крестьянских депутатов Восточной Сибири (Окружное бюро Советов Восточной Сибири) — исполнительный орган, работавший между съездами Советов Восточной Сибири, был создан на I съезде Советов Восточной Сибири в начале апреле 1917 года.

## История
Окружное бюро Советов рабочих, солдатских и крестьянских депутатов Восточной Сибири было избрано на I съезде Советов Восточной Сибири 7—13 апреля 1917 года, в его состав вошли 15 представителей от рабочих, крестьян и солдат, которые были избраны из числа 132 делегатов съезда.

### Состав и структура
В задачи Окружного бюро входило установление связи революционной демократии в лице рабочих, солдат и крестьян в округе, подготовка к выборам в Учредительное собрание, налаживание издательского дела, агитационной и пропагандистской работы и т. п.
Бюро предполагалось сформировать из представителей рабочих, солдат и крестьян — по 15 чел. от каждой группы (этот проект реализован не был). Кандидаты от рабочих и солдат выдвигались секциями съезда, а затем утверждались на местах и при необходимости доизбирались. Представители от крестьян должны были войти в Бюро после создания крестьянской окружной организации.
В состав Окружного бюро от Иркутска были избраны меньшевики Л. И. Гольдман, К. С. Гноев, И. В. Малозовский, эсер А. А. Брудерер и др. На начало мая в Бюро также были представлены Советы Березовки, Канска, Ачинска, Илана, Черемхово, Нижнеудинска, Читы, Сретенска, Даурии, Маньчжурии. Состав Бюро постепенно пополнялся, достигнув 20-25 чел. В политическом отношении Бюро было коалиционным: преобладали меньшевики и эсеры, часть его членов являлась большевиками (А. А. Ансон, А. С. Рыдзинский).
Председателем Окружного бюро был избран меньшевик А. А. Никольский (председатель объединённого Совета рабочих и солдатских депутатов Иркутска). В конце мая 1917 г. А. А. Никольский выбыл в Петроград, а на его место был избран меньшевик Л. И. Гольдман (председатель Совета рабочих депутатов Иркутска). Свою структуру Окружное бюро унаследовало от Первого съезда Советов Восточной Сибири, сохранив разделение на военную, рабочую и крестьянскую секции. Фактически крестьянская организация вела работу самостоятельно, но сохраняла контакт с Бюро. Рабочая секция Бюро в основном занималась улаживанием конфликтов, возникавших между рабочими и работодателями.
Поскольку в Иркутске уже существовала секция труда при Комитете общественных организаций (КООрге), некоторые вопросы Бюро перенаправляло именно туда. Вообще Окружное бюро поддерживало довольно тесную связь с КООргом и согласовывало с ним свою деятельность. Окружное бюро поддерживало также тесный контакт с командующим войсками Иркутского военного округа, приказы которого должны были издаваться в полном согласии с Бюро.
Важную роль в работе Бюро играла ежедневная газета «Единение» — орган, издаваемый Окружным бюро совместно с Иркутским объединённым Советом рабочих и солдатских депутатов.
В начале августа в связи с отъездом председателя Бюро Л. И. Гольдмана в Петроград и отбытием секретаря Н. И. Герасимова к новому месту службы состоялись довыборы руководства Окружного бюро. Председателем был избран меньшевик А. Н. Черкунов, товарищем председателя оставался меньшевик-интернационалист П. Протопопов, первым секретарем — большевик А. А. Ансон, вторым секретарем был избран эсер М. Г. Молотковский. Бюро сохранило свой коалиционный состав, однако это не разрешило противоречий, возникавших в связи с обострением политического кризиса.

### Кризис Окружного бюро
Второй съезд Советов рабочих, солдатских и крестьянских депутатов Восточной Сибири стал своеобразной чертой, подводившей итоги деятельности Окружного бюро накануне Октября 1917 г. В отличие от Первого съезда, здесь сложилась влиятельная группа большевиков, которых поддерживали левые эсеры. Отчет Окружного бюро о проделанной им работе вызвал бурные прения.
На съезде меньшевики и эсеры обвинялись в том, что превратили Бюро в придаток Временного правительства, а большевики Б. З. Шумяцкий, А. И. Окулов, В. Н. Яковлев и др. категорически высказались за необходимость передачи всей полноты власти в руки Советов, что противоречило официальной позиции Бюро.
II Съезд Советов Восточный Сибири, вынужденный спешно прекратить свои заседания в связи с открытием Первого Общесибирского съезда Советов, продемонстрировал очевидное — авторитет Окружного бюро был подорван. Состав Бюро оперативно пополнился левыми эсерами и меньшевиками-интернационалистами, а три места были закреплены за большевиками.
Окружное бюро было подчинено Центросибири как высшему советскому органу в крае. Это означало утерю меньшевиками и эсерами лидирующих позиций в Иркутске, где теперь располагалась Центросибирь, и позволило большевикам усилить свое влияние в округе.
В начале декабря большевикам удалось взять под контроль Окружное бюро проведя перевыборы президиума Окружного бюро Советов, новым председателем бюро стал большевик Г. К. Соболевский.
После декабрьских боев в Иркутске Окружное бюро Советов объявляет себя высшей властью в Иркутске и создает Военно-окружной комитет из 5 человек (2 большевика, 2 меньшевика и 1 левый эсер), который просуществовал недолго. И уже 26 декабря на совместном заседании Центросибири, Окружного бюро Советов Восточной Сибири и Иркутского Совета депутатов было решено создать комитет советских организаций Восточной Сибири в состав которого вошли некоторые члены Окружного бюро.
Деятельность Окружного бюро завершилась на III съезде Советов Восточной Сибири, когда его место занял совершенно новый орган власти — областной исполком Советов Восточной Сибири во главе с большевиком Я. Д. Янсоном.